# 十二金钱镖 (电视剧)
《十二金钱镖》，2014年上映于中国大陆的3D民初剧，改編自白羽《十二金钱镖》，导演游达志、李宏宇，主演陈键锋、元彪、陶昕然、夏花、王佩宁，该剧是中国大陆第一部3D电视剧。2013年3月杀青，2014年7月22日首播。而泰國Channel One 2016年3月31日-5月18日週一-週五14:00到15:00。 

## 剧情
该剧根据宫白羽同名小说改编，讲述中华民国初年天津市“十二金钱镖”的历史故事。

## 演出
| 演员   | 角色        | 备注 |
| 陈键锋 | 杨华/柳寒云 |      |
| 元彪   | 俞剑平      |      |
| 陶昕然 | 俞妍青      |      |
| 夏花   | 黄芊惠      |      |
| 阮伟旌 | 程岳        |      |
| 寇振海 | 柳兆鸿      |      |
| 王佩宁 | 柳玉蝉/忆云 |      |
| 杨静   | 丁云秀      |      |
| 郑爽   | 洪晓春      |      |
| 卢星宇 | 西园寺彬    |      |